# عصيدة الزقوقو
عصيدة الزڨوڨو من الحلويات التونسية تصنع من الصنوبر الحلبي (الزڨوڨو) وتُعدّ للاحتفال بالمولد النبوي.

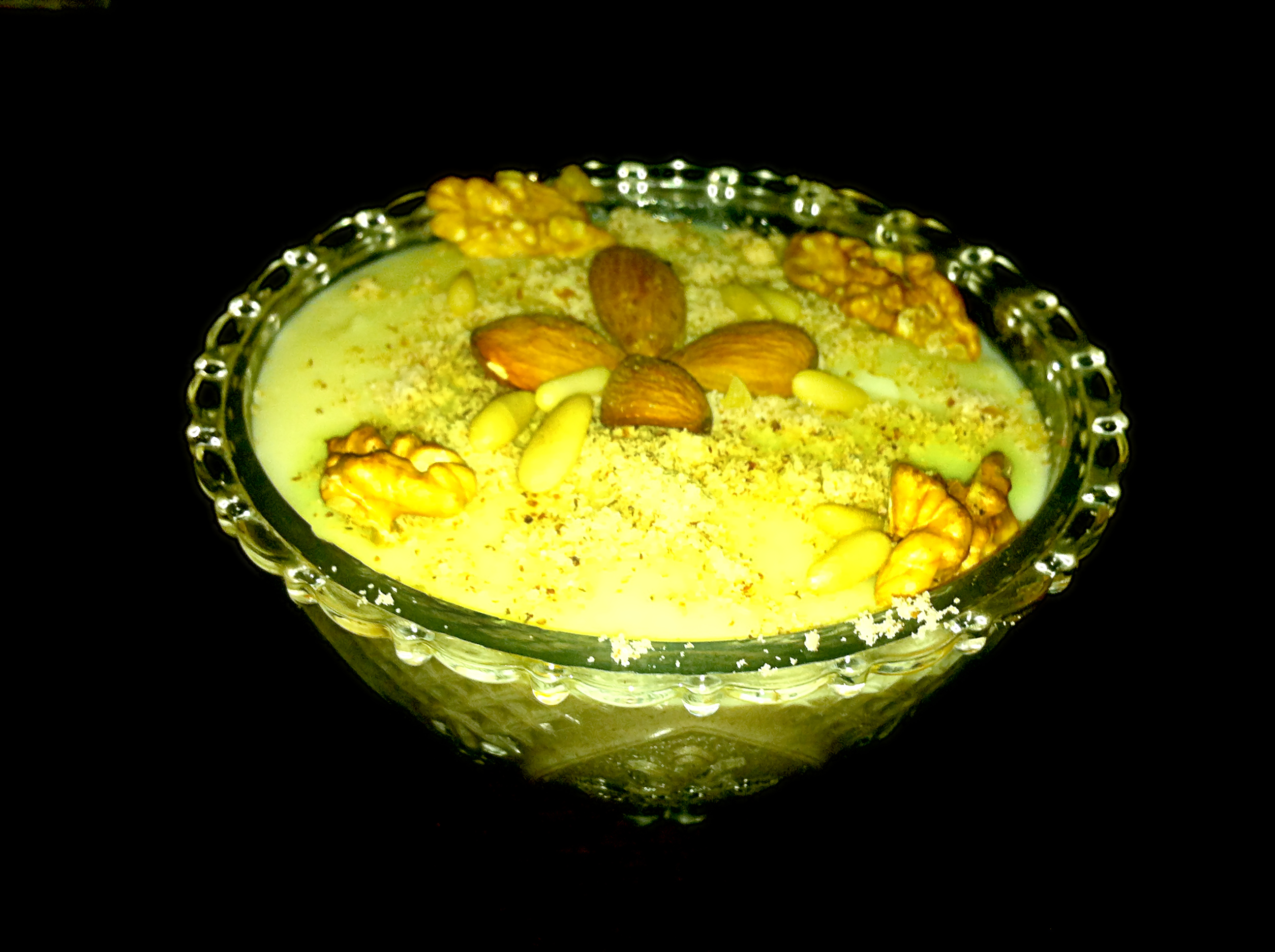
عصيدة الزڨوڨو

## تاريخ
تاريخ عصيدة الزڨوڨو في تونس: الحكاية بدأت عام 1864 أحداث ثورة علي بن غذاهم.
تُصنّف أكلة عصيدة الزڨوڨو ضمن الأكلات الفاخرة في تونس وخارجها إلا أن ترويج هذه الأكلة وثقافتها خارج تونس لا يزال محدودا.

### ظهرت بسبب مجاعة
وبحسب المؤرخ عبد الستار عمامو في تقارير سابقة فإن استعمال “الزڨوڨو” وهو مستخرج من ثمار الصنوبر الحلبي، قد ظهر في أواخر القرن التاسع عشر وبدايات القرن العشرين.
ويؤكد ذات المؤرخ أن اللجوء إلى استعمال هذه المادة الغابية تم خلال سنوات الجفاف التي تلت ثورة علي بن غداهم سنة 1864 وانتشرت خلالها المجاعة.
واكتشف سكان الشمال الغربي في “الزڨوڨو” مادة غذائية تشبه حبة “الدرع” فتم استعمالها في عصيدة المولد خلال تلك السنوات التي قلت فيها الحبوب من قمح وشعير ودرع. ونظرا لنكهتها الطيبة فقد أصبحت أكلة يتفنن التونسيون في إعدادها بإضافة الفواكه الجافة.
يشار إلى أن “الزڨوڨو” هي ثمار الصنوبر الحلبي تكون في شكل مخاريط حاملة للحبوب يتم تجميعها واستخراج ثمارها باستعمال الأفران التقليدية.

## عملية جمع حبات الزقوقو
يتكبد منتجو الزڨوڨو مشقة كبرى في تسلق الأشجار العالية دون حماية والتعرض إلى مخاطر السقوط وحمل إعاقات دائمة عند قص المخاريط وتجميعها . كما يتحملون  مخاطر صحية عند تشغيل الافران بين شدة حرارتها في الداخل وبرودة الطقس خارجها مما يعرضهم الى التهابات رئوية حادة . يقضي الجامعون  حوالي خمسة أشهر في الغابات من شهر ديسمبر الى شهر أفريل .ثم بعد ذلك يضعون المخاريط في أفران لمدة يومين  لتنفجر وتخرج عدد ضئيل من الحبوب.

## الإنتاج
وتمتد غابة الصنوبر الحلبي على مساحة تقدر بـ 300 ألف هكتار في ولايات الكاف وسليانة والقصرين. إلا ان هذه المساحة تقلصت في الاونة الاخيرة بسبب الحرائق التي اجتاحت الغابات ودمرت نسبة كبيرة من الغطاء النباتي.  
ينتج الهكتار الواحد من غابات حوالي 4 كغ .وتمكن 100 كغ من مخاريط الصنوبر الحلبي من جني 3 كغ من حبات الزڨوڨو. وللحصول على 1كغ واحد من الصنوبر يجب تجميع ما يعادل 45 الف حبة من الزقوقو.

### العودة للزڨوڨو في السبعينات
وبحسب ذات المؤرخ المتخصص في التراث التونسي فقد انتهى استهلاك الزڨوڨو بنهاية المجاعة ولم ترجع عادة استهلاكه إلا خلال السبعينات من القرن الماضي. وكان سكان المدن الكبرى يستنكفون من استهلاك عصيدة الزڨوڨو، وكانوا يربطون بينها وبين الفقر، في إشارة إلى المجاعة التي ذكرتها المصادر التاريخية والراجعة إلى عام 1864.
ومن المفارقات، فقد أصبح استهلاك أكلة الزڨوڨو دلالة على الرفاه الاجتماعي لارتفاع كلفته بعد أن استخدمه التونسيون في مجاعتهم، إلا أن جل التونسيين يصرون اليوم على اعداد هذه الأكلة حتى وإن كانت مكلفة للاحتفال بمولد النبي.
كما سافرت هذه العادة الغذائية من تونس إلى إسطنبول، بتركيا، من خلال إعداد “البوزة”، وهي نفس تركيبة مادة الزڨوڨو إلا أن خصوصية عصيدة الزڨوڨو لا تزال حكرا على التونسيين.
وقبل هذا التاريخ تعود التونسيون على العصيدة العادية التي هي أكلة بربرية بالأساس ورثوها عن السكان الأصليين لـ”إفريقية “تونس.
وتتنوع هذه العصيدة، حسب نوعية الدقيق المستعمل إذ يتم استعمال الدقيق المستخرج من القمح بالشمال ودقيق الشعير في الجنوب فيما تختص منطقة الوطن القبلي بإعداد عصيدة “الدرع” وذلك قبل اكتشاف أكلة الزڨوڨو زمن المجاعة في تونس وقبل ان يتغير مسارها وتصبح رمزا للرفاه.

## المقادير
1. 1 كغ من الزڨوڨو المطحون.
2. 4 لتر ماء.
3. 800 غ دقيق.
4. 600 غ سكر بودرة.

## طريقة التحضير
1. امزج الزڨوڨو بلتر ونصف من الماء، ثم قم بتصفيته في غربال دقيق.
2. أعد الكرة مع لتر من الماء ثم مع نصف لتر من الماء.
3. اسكب الخليط المصفى في وعاء كبير للطبخ.
4. اخلط الدقيق مع الباقي من الماء وصفه في نفس الغربال.
5. اسكبه على الزڨوڨو.
6. أضف السكر وضع الخليط على نار متوسطة.
7. اطبخه مع التحريك المستمر إلى أن تبدأ الكريمة بالغليان والتخثر.
8. اسكبه في أكواب ودعها تبرد.
9. غطها بعد ذلك بطبقه من كريمة الفانيليا ثم زينها بالفواكة الجافة.